# HMAS Success (OR 304)
 (novembre 2023).
Si vous disposez d'ouvrages ou d'articles de référence ou si vous connaissez des sites web de qualité traitant du thème abordé ici, merci de compléter l'article en donnant les références utiles à sa vérifiabilité et en les liant à la section « Notes et références ».
Le HMAS Success (OR 304), est  un pétrolier ravitailleur de classe Durance française  servant dans la marine royale australienne.
Il est stationné à la Base navale de Kuttabul (Fleet Base East) dans la banlieue de Sydney.

## Construction
C'est le seul de la classe Durance à avoir été construit en Australie et à n'avoir pas servi dans la marine nationale. Il fait partie de la contribution de l'Australie à la guerre du golfe de 1991.
Il est mis sur câle le 9 août 1980 à Cockatoo Island Dockyard (en), à Sydney. Il est lancé le 3 mars 1984 et mis en service dans la Royal Australian Navy le 23 avril 1986. Le Success est alors le plus grand navire jamais construit en Australie pour la RAN et le plus grand navire jamais construit à Port Jackson (le port de Sydney). Il est également été le dernier grand navire à être construit au chantier naval de Cockatoo Island. En juin 1983, le contrat est renégocié alors que la construction a déjà commencé, la date d'acceptation est repoussée de trois ans et le coût du projet est porté à 187,3 M$. Les dépassements de coûts et de délais sont principalement dus à un différend prolongé entre le Commonwealth et le constructeur au sujet des plans et des spécifications reçus de France, et il est démontré que le ministère de la Défense avait sous-estimé l'ampleur des différences entre les spécifications de construction australiennes initiales et celles qui ont été fournies. D'autres facteurs contribuent à l'augmentation des délais et des coûts, notamment le manque d'ouvriers qualifiés dans le domaine de la construction navale, une gestion trop bureaucratique et une faible productivité de la main-d'œuvre. Le coût final du projet atteint finalement 197,41 M$. Cette augmentation bloque la construction d'un deuxième navire,.
Il a une capacité totale de 10 200 tonnes de fret : 8 707 tonnes de carburant diesel, 975 tonnes de carburant pour l'aviation, 250 tonnes de munitions (y compris des missiles guidés et torpilles), 116 tonnes d'eau, 95 tonnes de fournitures multiples et 57 tonnes de nourriture et d' autres consommables.
Le navire a été équipé d'une double coque au cours de la première moitié de 2011, pour répondre à l'Organisation maritime internationale des normes. Il a subi une refonte en 2013 et devrait rester opérationnel jusqu'en 2020.

## Opération navale
Il a été déployé au Timor oriental en réponse à des incidents en 1999 et 2006 dans le cadre de la Force internationale pour le Timor oriental.
En 2005, il a participé à Exercise Talisman Saber (en) et il est redéployé au Timor en 2006.
En 2007 il participe à l'opération Solution du Pacifique puis en 2008 à la protection des eaux territoriales australiennes...
En 2013 il a participé aux recherches du Vol 370 Malaysia Airlines.

### Note et référence
1. ↑  Saunders (ed.), IHS Jane's Fighting Ships 2012–2013, p. 35
2. ↑  Royal Australian Navy, HMAS Success (II)
3. ↑  (en) « Fact sheet 140 – Cockatoo Island Dockyard », National Archives of Australia (consulté le 8 janvier 2008)
4. 1 2  (en) Senate Standing Committee on Foreign Affairs, Defence and Trade, Blue water ships: consolidating past achievements, Commonwealth of Australia, 7 décembre 2006 (ISBN 0-642-71736-2, lire en ligne), « Chapter 3: A brief history of Australia's Naval shipbuilding industry »
5. 1 2  Jones, in Stevens, The Royal Australian Navy, p. 221

- (en) Cet article est partiellement ou en totalité issu de l’article de Wikipédia en anglais intitulé « HMAS Success (OR 304) » (voir la liste des auteurs).